# Institutul Võro

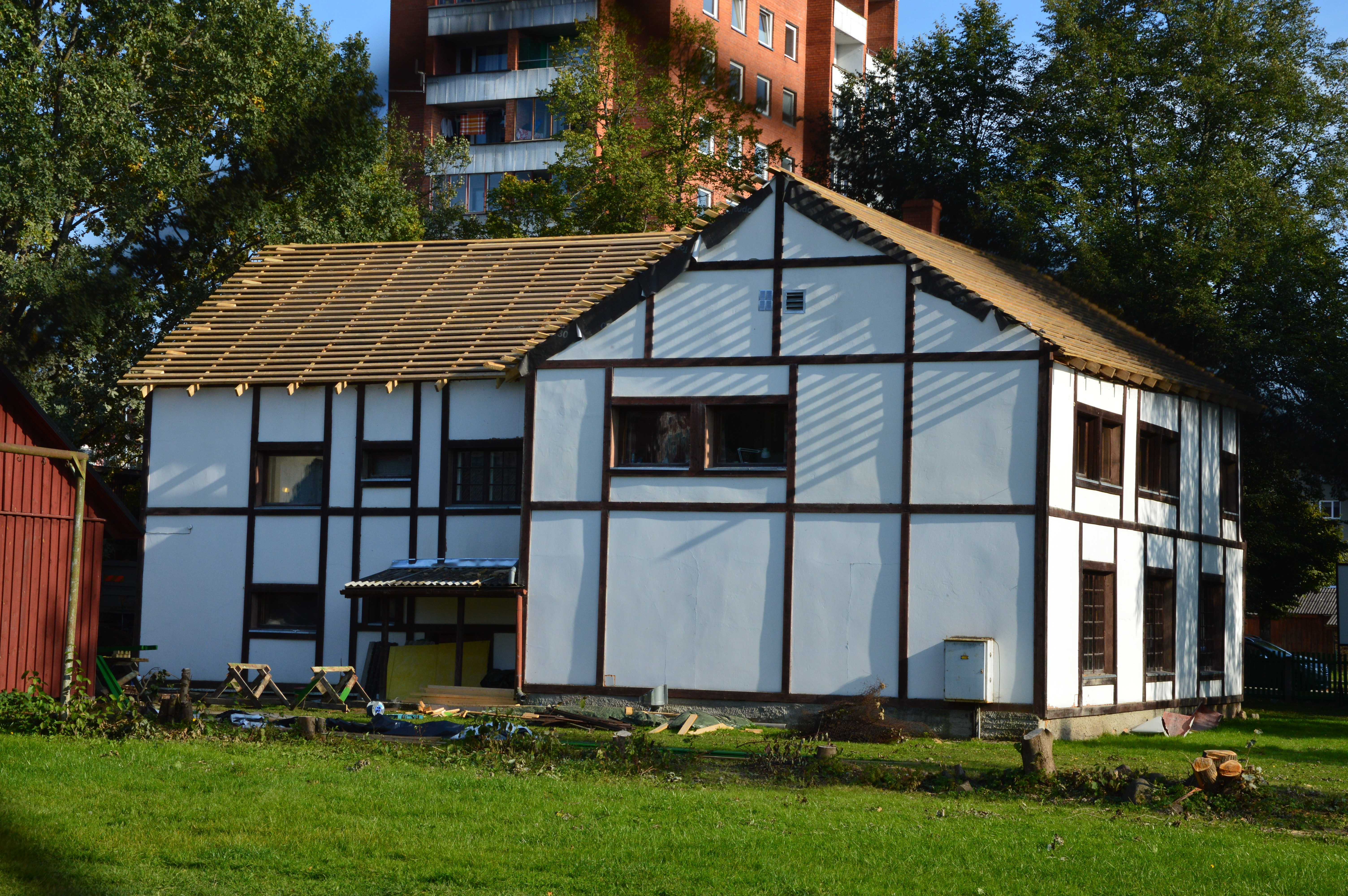
Clădirea Institutului Võro în 2014.

Institutul Võro (în võro Võro Instituut) este un institut estonian de cercetare și dezvoltare, înființat de stat, dedicat conservării și promovării culturii și limbii võro.

## Istoria
Võro (în võro võro kiil` [ˈvɤro kʲiːlʲ], estonă võru keel) este o limbă aparținând ramurii finice a limbilor uralice. În mod obișnuit, aceasta a fost considerată ca fiind un dialect din grupul de dialecte din estoniana sudică, parte a limbii estonă, dar în zilele noastre are propria sa limbă literară și este în căutarea recunoașterii oficiale ca limbă regională autohtonă în Estonia. Võro are aproximativ 75.000 de vorbitori (võroși) cea mai mare parte în sud-estul Estoniei, în opt parohii istorice ale comitatului Võru: Karula, Harglõ, Urvastõ, Rõugõ, Kanepi, Põlva, Räpinä și Vahtsõliina. Aceste comune sunt în prezent aflate (din cauza redistribuirii) în comitatele Võru și Põlva, unele părți extinzându-se în comitatele Valga și Tartu. Vorbitori ai acestei limbi pot fi găsiți și în orașele Tallinn și Tartu și în restul Estoniei.
Institutul a fost fondat de guvernul estonian în 1995 și este situat în orașul Võru, în sudul Estoniei. Directorii institutului au fost Enn Kasak, Kaido Kama și Külli Eichenbaum. În prezent director al institutului este Rainer Kuuba. Printre cercetătorii de la institut se numără toponimistul Evar Saar și lexicograful Sulev Iva.

## Activități
Institutul este implicat într-o gamă largă de activități pentru a satisface provocările cu care se confruntă limbile mai puțin vorbite, inclusiv stabilirea de programe școlare, desfășurarea de cercetări lingvistice și regionale, conservarea numelor locurilor și a poveștillor corespunzătoare (cea mai mare parte prin Evar Saar), burse pentru publicarea în limba võro și pentru publicarea manualelor școlare și organizarea conferințelor lingvistice anuale. Scopul acestor activități este de a încuraja populația Võro să vorbească propria lor limbă și să-și păstreze stilul de viață caracteristic.